# 민원기 (야구 선수)
민원기(閔原基, 1969년 7월 5일 ~ )은 전 KBO 리그 LG 트윈스의 투수였다.

## 출신 학교
- 강릉고등학교
- 홍익대학교